# Lavalle (Corrientes)
Lavalle é um município da Argentina, localizada na província de Corrientes. É a capital do departamento de Lavalle.